# 지프라시돈
지프라시돈(Ziprasidone)은 정신 분열증과 양극성 장애 등을 치료하는 데 널리 사용되는 조현병 치료제로 알려져있다. 경구 복용과 근육(IM) 주사용이 있다.
체중 증가를 유발할 수 있지만 다른 조현병 치료제에 비해 위험성히 현저히 낮다고 알려져있다. 작용에 대해서는 뇌의 세로토닌과 도파민에 연관되는것으로 여겨진다.
지프라시돈은 2001년 미국에서 의료용으로 승인되었다. 알약은 지프라시돈 하이드로클로라이드(ziprasidone hydrochloride)로 구성된다.

## 같이 보기
- 리스페리돈